# Xestia centrifasciata
Xestia centrifasciata là một loài bướm đêm trong họ Noctuidae.